# Катаріна Фростенсон
Катаріна Фростенсон (швед. Katarina Frostenson; нар. 5 березня 1953, Стокгольм) — шведська поетеса, прозаїк, драматург, перекладач.

## Біографія
Небога відомого священика та письменника Андерса Фростенсона. Вивчала літературу, театр і кіно в Стокгольмському університеті. 1978 року дебютувала збіркою віршів. Перекладала твори Батая, Дюрас, Еманюеля Бова. Декілька книг випустила у співавторстві з чоловіком, фотографом Жаном-Клодом Арно (нар. 1946).

## Скандал 2018 року
Шведська академія заявила, що у 2018 році вона не оголошуватиме лауреата Нобелівської премії з літератури — вперше за 75 років. Причиною цьому стали корупційні скандали і звинувачення у сексуальних домаганнях щодо чоловіка Катаріна Фростенсон — Жана-Клода Арно. З Нобелівського фонду незаконно давали гроші на його проекти. Також Арно звинуватили у сексуальних домаганнях декілька жінок. Ці звинувачення призвели до серйозної кризи у Шведській академії, внаслідок чого з її складу вийшли керівник, чотири інших члени, а також сама пані Фростенсон.

## Твори
- I mellan / Між (1978)
- Rena land / Чистий край (1980)
- Den andra / Інший (1982)
- I det gula / У жовтому (1985)
- Samtalet / Розмова (1987)
- Stränderna / Узбережжя (1989)
- Överblivet / Залишок (1989)
- 4 monodramer/ 4 монодрами (1990)
- Moira / Мойра (1990)
- Joner / Іони (1991)
- Berättelser från dom/ Розповіді з їхньої країни (1992, новели)
- 3 × Katarina Frostenson / Тричі Катаріна Фростенсон (1992)
- Tankarna/ Думки (1994)
- 2 Skådespel: Traum; Sal P / Сон. Зал П (1996, драми)
- Vägen till öarna / Шлях до островів (1996)
- Staden — en opera/ Місто (1998, оперне лібрето, музика Свена-Давида Сандстрема[en])
- Korallen / Корал (1999)
- Kristallvägen / Кришталева дорога (2000, драми)
- Skallarna / Черепи (2001, есе, у співавторстві з А. Фіоретосом)
- Endura (2002)
- Karkas / Каркас (2004)
- Ordet / Слово (2006)
- Tal och Regn / Мова і дощ (2008)

## Визнання
Член Шведської академії (1992). Премія Бельман (1994). Премія Шведського радіо за лірику (1996). Кавалер ордена Почесного легіону (2003). Медаль Litteris et Artibus (2007).